# 다케다노미야 쓰네히사 왕
다케다노미야 쓰네히사왕(일본어: 竹田宮恒久王, 1882년(메이지 15년) 9월 22일 ~ 1919년(다이쇼 8년) 4월 23일)은 일본의 황족이며 일본 제국 육군 장교이다. 작위는 왕. 작가 겸 헌법학자 다케다 쓰네야스의 증조부.
기타시라카와노미야 요시히사 친왕의 제1왕자로 태어났으며, 비는 메이지 천황의 황녀 마사코 내친왕(昌子内親王)이다. 관위는 대훈위 공5급에 올랐다.
1903년(메이지 39년)에 다케다노미야의 칭호를 받아서 궁가를 창설하였다. 근위 기병 연대에 소속되어서 러일 전쟁에 종군하였다. 1919년(다이쇼 8년) 4월 23일 당시 유행하던 스페인 독감 감염으로 인해 사망하였다.

## 약력
- 1902년(메이지 35년) 8월 - 귀족원 의원(황족의원)
- 1903년(메이지 36년) 11월 30일 - 일본육군사관학교 졸업(제15기)
- 1904년(메이지 37년) 2월 12일 - 육군 기병 소위
- 1906년(메이지 39년) 3월 31일 - 다케다노미야케 창설
- 1906년(메이지 39년) 4월 1일 - 공오급금치훈장
- 1908년(메이지 41년) 5월 - 황전강연소(皇典講究所) 총재
- 1908년(메이지 41년) - 다케다노미야 저택 준공
- 1908년(메이지 41년) - 메이지 천황의 제6 황녀 마사코 내친왕과 성혼
- 1908년(메이지 41년) - 대한제국 대훈위 금척대수장
- 1910년(메이지 43년) - 일본 육군대학교 졸업(제22기)
- 1913년(다이쇼 2년) 10월 31일 - 대훈위 국화대수장
- 1919년(다이쇼 8년) 4월 - 귀족원 의원 면직
- 1919년(다이쇼 8년) 4월 23일 - 스페인 독감으로 인한 사망